# ジョン・シモンズ (測量士官)
ジョン・フレデリック・アンソニー・シモンズ（John Frederick Anthony Symonds、1815年ころ  – 1852年）は、イギリス陸軍の士官で、パレスチナで詳細な測量調査を行った測量士。
イギリス海軍提督で艦艇監督官だったサー・ウィリアム・シモンズの下の息子である。

## 経歴
ジョン・シモンズは、陸軍工兵隊 (Royal Engineers) に入隊し、1833年に少尉となり、1836年に中尉、1845年に大尉へと昇進し、1846年には少佐となった。
エジプト（ムハンマド・アリー朝）とオスマン帝国の間の緊張関係が高まったことを契機に、西欧勢力はシリアやパレスチナといった地域に介入し、シモンズ中尉は、1840年にこの地域へ派遣された。沿岸部の要塞地域を測量した後、1841年はじめにエルサレムに派遣され、市街地の詳細な地図を作成する準備にあたった。同年の遅い時期には、まだ26/27歳であったにもかかわらず、南部および中部パレスチナ全域の完全な三角測量を実施するよう命じられた。北部については別の測量隊が担当することになっていた。7インチのセオドライト（トランシット）による三角測量は、沿岸部から始まり、内陸の死海に至った。シモンズの計算では、死海の湖面は海抜−1,312フィート (−400 m)であったが、現代では−1,299フィート (−396 m)とされている。過酷な条件下で、測量隊全員が健康を損ねる中、測量は10週間で完了した。
1843年、シモンズは、「パレスチナの三角測量および地中海と死海の標高差の確定」に対して、王立地理学会から金メダル（パトロンズ・メダル）を授与された。
シモンズは、1852年にケファロニア島のアルゴストリで死去した。